# Suhor pri Dolenjskih Toplicah
Suhor pri Dolenjskih Toplicah este o localitate din comuna Dolenjske Toplice, Slovenia, cu o populație de 57 de locuitori.